# Ranunculus aduncus
Ranunculus aduncus là một loài thực vật có hoa trong họ Mao lương. Loài này được Gren. miêu tả khoa học đầu tiên năm 1847.